# Relationer mellan Australien och Östtimor
Australien och Östtimor har en nära relation, och Australien har aktivt stött Östtimor under dess självständighetstid. Östtimor har en ambassad i Canberra.
Under senare tid har relationerna skadats av ett spionagefall. Internationella domstolen i Haag bestämde senare att Australien bör sluta spionera Östtimor.

## Besök mellan Australien och Östtimor
Källa:
| Tidpunkt       | Beskrivning |
| -------------- | --- |
| juni 2010      | José Ramos-Horta besökte Australien tillsammans med tre ministrar                                                   |
| oktober 2010   | Chris Bowen besökte Östtimor                                                                                        |
| december 2010  | Brendan O'Connor besökte Östtimor                                                                                   |
| april 2011     | Stephen Smith besökte Östtimor                                                                                      |
| juli 2011      | Kevin Rudd besökte Östtimor                                                                                         |
| februari 2012  | Xanana Gusmão besökte Australien                                                                                    |
| maj 2012       | Quentin Bryce och Warren Snowdon besökte Östtimor i samband med firandet av tioårsdagen för landets självständighet |
| december 2012  | Bob Carr besökte Östtimor                                                                                           |
| februari 2013  | Martin Ferguson besökte Östtimor                                                                                    |
| juli 2013      | Taur Matan Ruak besökte Australien                                                                                  |
| augusti 2013   | Melissa Parke besökte Östtimor                                                                                      |
| april 2014     | Xanana Gusmão besökte Australien                                                                                    |
| september 2014 | Xanana Gusmão besökte Australien                                                                                    |
| maj 2015       | Hernani Coelho besökte Australien                                                                                   |
| 2016           | Peter Cosgrove besökte Östtimor                                                                                     |

## Weblinks
- Peter Job: The evolving narrative of denial: the Fraser government and the Timorese genocide, 1975–1980, Critical Asian Studies, Vol. 50, 2018 Issue 3.